# Brian Robertson (Gitarrist)

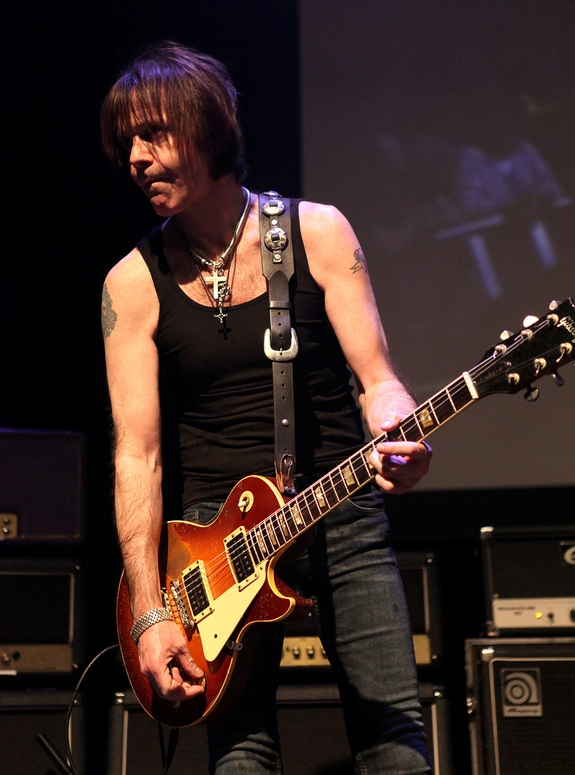
Brian Robertson, 2011

Brian Robertson (* 12. Februar 1956 in Clarkston, East Renfrewshire) ist ein schottischer Musiker und Gitarrist. Bekannt wurde er durch seine Tätigkeit bei Thin Lizzy und Motörhead.
Robertson lernte ursprünglich acht Jahre lang Cello und Schlagzeug, bevor er zur Gitarre kam. Aus einer seiner ersten Bands, Dream Police, wurde später die Average White Band.
Im Juni 1974 spielte der damals 18-Jährige für den vakanten Posten des Gitarristen von Thin Lizzy vor. Da er die Band bei dem Rehearsal überzeugen konnte, wurde er engagiert und formte mit dem Leadgitarristen Scott Gorham die Gitarrenabteilung der Band. Robertson musste sich zweimal von Thin Lizzy trennen und verließ die Band 1978 endgültig. Sein Nachfolger wurde der damals bereits bekannte Gary Moore, der schon 1974 bei Thin Lizzy gespielt hatte. 1983 kam er für ein einmaliges Konzert mit seiner ehemaligen Band auf die Bühne.
Nach dem Ende der Arbeit mit Thin Lizzy gründete Robertson die britische Rockband Wild Horses, zusammen mit dem ebenfalls entlassenen Ex-Rainbow-Bassisten Jimmy Bain. Die Gruppe trennte sich nach zwei nur mittelmäßig erfolgreichen Alben wieder.
1982 bekam Robertson per Anruf das Angebot, bei Motörhead die Nachfolge des aus der Band ausgestiegenen „Fast“ Eddie Clarke anzutreten. Nach fünf Tagen Proben stand er bereits am 21. Mai 1982 in Detroit mit den britischen Rockern auf der Bühne. Robertson nahm mit Motörhead das Album Another Perfect Day auf, verließ die Gruppe aber schon 1983 wieder. In der Band um Lemmy Kilmister wurde er von Phil Campbell und Würzel ersetzt.